# Ferrissia rivularis
Ferrissia rivularis är en snäckart som först beskrevs av Thomas Say 1817.  Ferrissia rivularis ingår i släktet Ferrissia och familjen Ancylidae. Inga underarter finns listade i Catalogue of Life.